# Maillet, Indre
Maillet är en kommun i departementet Indre i regionen Centre-Val de Loire i de centrala delarna av Frankrike. Kommunen ligger i kantonen Neuvy-Saint-Sépulchre som tillhör arrondissementet La Châtre. År 2022 hade Maillet 242 invånare.

## Befolkningsutveckling
Antalet invånare i kommunen Maillet
Referens:INSEE